# Добромир Филипов
Добромир Филипов е български автомобилен състезател – рали навигатор.
Участва в Българския национален рали шампионат, където е навигатор на рали пилота Тодор Славов.
Състезават се с Рено Клио R3 Maxi, за екипа на БУЛБЕТ Рейсинг Тим.